# Liste der Baudenkmäler in Niederalteich
Auf dieser Seite sind die Baudenkmäler in der niederbayerischen Gemeinde Niederalteich zusammengestellt. Diese Tabelle ist eine Teilliste der Liste der Baudenkmäler in Bayern. Grundlage ist die Bayerische Denkmalliste, die auf Basis des Bayerischen Denkmalschutzgesetzes vom 1. Oktober 1973 erstmals erstellt wurde und seither durch das Bayerische Landesamt für Denkmalpflege geführt wird. Die folgenden Angaben ersetzen nicht die rechtsverbindliche Auskunft der Denkmalschutzbehörde.

## Baudenkmäler nach Ortsteilen

### Niederalteich
| Lage                                 | Objekt                                                       | Beschreibung | Akten-Nr.     | Bild                               |
| ------------------------------------ | ------------------------------------------------------------ | --- | ------------- | ---------------------------------- |
| Am Anger 12 (Standort)               | Ehemaliges Wohnstallhaus                                     | zweigeschossiger Blockbau mit Satteldach und zwei Giebelschroten, bezeichnet 1766 | D-2-71-138-3  | BW                                 |
| Am Kirchplatz 1 (Standort)           | Wohnhaus                                                     | zweigeschossiger Halbwalmdachbau mit profiliertem Traufgesims, um 1830/40 | D-2-71-138-14 | Wohnhaus                           |
| Damianstraße 5 (Standort)            | Ehemaliges Bauernhaus                                        | erdgeschossiger einhüftiger Bau unter symmetrischem Flachsatteldach mit verputztem Blockbaugiebel, im Kern 1695 | D-2-71-138-4  | BW                                 |
| Donaustraße 12 (Standort)            | Gasthof                                                      | barocker zweigeschossiger Halbwalmdachbau mit Putzgliederung, bezeichnet 1703 | D-2-71-138-6  | Gasthof                            |
| Guntherweg 3 (Standort)              | Ehemaliges Sommerhaus des Abtes, jetzt Bürgerhaus            | zweigeschossiger barocker Walmdachbau mit Putzgliederung, 1767 | D-2-71-138-8  | BW                                 |
| Habereder-Hermann-Weg 3 (Standort)   | Ehemaliges Mittertennhaus                                    | Frackdachbau mit Blockbau-Obergeschoss und Traufschrot, zweite Hälfte 18. Jahrhundert | D-2-71-138-10 | BW                                 |
| Habereder-Hermann-Weg 10 (Standort)  | Hakenhof                                                     | Flachsatteldachbau mit verputztem Blockbau-Obergeschoss, umlaufender Schrot und geschweiften hölzernen Fensterrahmungen, 18./19. Jahrhundert | D-2-71-138-11 | BW                                 |
| In Niederalteich (Standort)          | Benediktinerkloster mit Abtei- und Pfarrkirche St. Mauritius | Teile der ehemaligen weitläufigen barocken Klosteranlage, 17./18. Jahrhundert; Katholische Abtei- und Pfarrkirche St. Mauritius, zur dreischiffigen Emporenbasilika barockisierte gotische Hallenkirche mit westlicher Doppelturmfassade, Hallenkirche 1270–1306, Westtürme 1514–1735, barocke Umgestaltung Jakob Pawagner 1718–22, Chorneubau Johann Michael Fischer 1724–26, 1813 neue Turmbedachungen; mit Ausstattung; Ehemaliger Abteiflügel, barocker zweigeschossiger Satteldach- bzw. Frackdachtrakt mit Halbwalm, wohl zweite Hälfte 17. Jahrhundert; Konventflügel, drei- bzw. viergeschossiger Satteldachbau, um 1720; Ehemalige Ökonomie und Klosterbrauerei, dreigeschossiger Halbwalmdachtrakt mit östlich abknickendem ehemaligem Brauereigebäude, 17./18. Jahrhundert; Klostermauer, hohe unverputzte Natursteinmauer mit zwei östlichen Schaltentürmen, 1259 | D-2-71-138-1  | weitere Bilder                     |
| Jägerstraße 18 (Standort)            | Ehemaliges Forsthaus des Klosters                            | zweigeschossiger Halbwalmdachbau mit Stützpfeilern und Putzgliederung, im Kern 16./17. Jahrhundert | D-2-71-138-13 | BW                                 |
| Lichtenwörth (Standort)              | Schöpfwerk Niederalteich                                     | zweigeschossiger Turm mit Walmdach, Sockelzone, Öffnungen und Gebäudeecken durch Quader betont, 1937; angrenzende Zulauf- und Ableiteranlagen, gleichzeitig | D-2-71-138-23 | BW                                 |
| Maria-Ward-Platz 1 (Standort)        | Ehemaliges Klosterrichterhaus, jetzt Schule                  | dreigeschossiger barocker Walmdachbau mit Stuckgliederung, bezeichnet 1706 | D-2-71-138-16 | BW                                 |
| Nähe Donaustraße (Standort)          | Kapelle, sogenannte Nepomukkapelle                           | neugotischer Satteldachbau mit Dachreiter, zweite Hälfte 19. Jahrhundert; mit Ausstattung | D-2-71-138-7  | Kapelle, sogenannte Nepomukkapelle |
| Nähe Gundelauer Straße (Standort)    | Kapelle                                                      | kleiner Satteldachbau mit halbrundem Ziergiebel, 18. Jahrhundert; mit Ausstattung | D-2-71-138-9  | Kapelle                            |
| Nähe Hengersberger Straße (Standort) | Kapelle                                                      | sogenannte Leonhardikapelle, kleiner neugotischer Satteldachbau, um 1830; mit Ausstattung | D-2-71-138-12 | BW                                 |
| Schreinergasse 1 (Standort)          | Ehemaliges Armenhaus                                         | zweigeschossiger Blockbau mit Flachsatteldach, um 1720 | D-2-71-138-5  | BW                                 |
| Tassilostraße 2 (Standort)           | Ehemaliges Torwärterhaus                                     | zweigeschossiger Flachsatteldachbau mit Stützpfeilern, im Kern mittelalterlich, nach 1803 vergrößert | D-2-71-138-18 | BW                                 |

### Gundlau
| Lage                 | Objekt      | Beschreibung                                | Akten-Nr.     | Bild        |
| -------------------- | ----------- | ------------------------------------------- | ------------- | ----------- |
| Gundlau 1 (Standort) | Feldkapelle | kleiner Flachsatteldachbau, 19. Jahrhundert | D-2-71-138-20 | Feldkapelle |